# Santiago Matatlán
Santiago Matatlán là một đô thị thuộc bang Oaxaca, México. Năm 2005, dân số của đô thị này là 9198 người.